# Schattigheid

Vergelijking van de vorm van het hoofd van de mens op verschillende leeftijden.

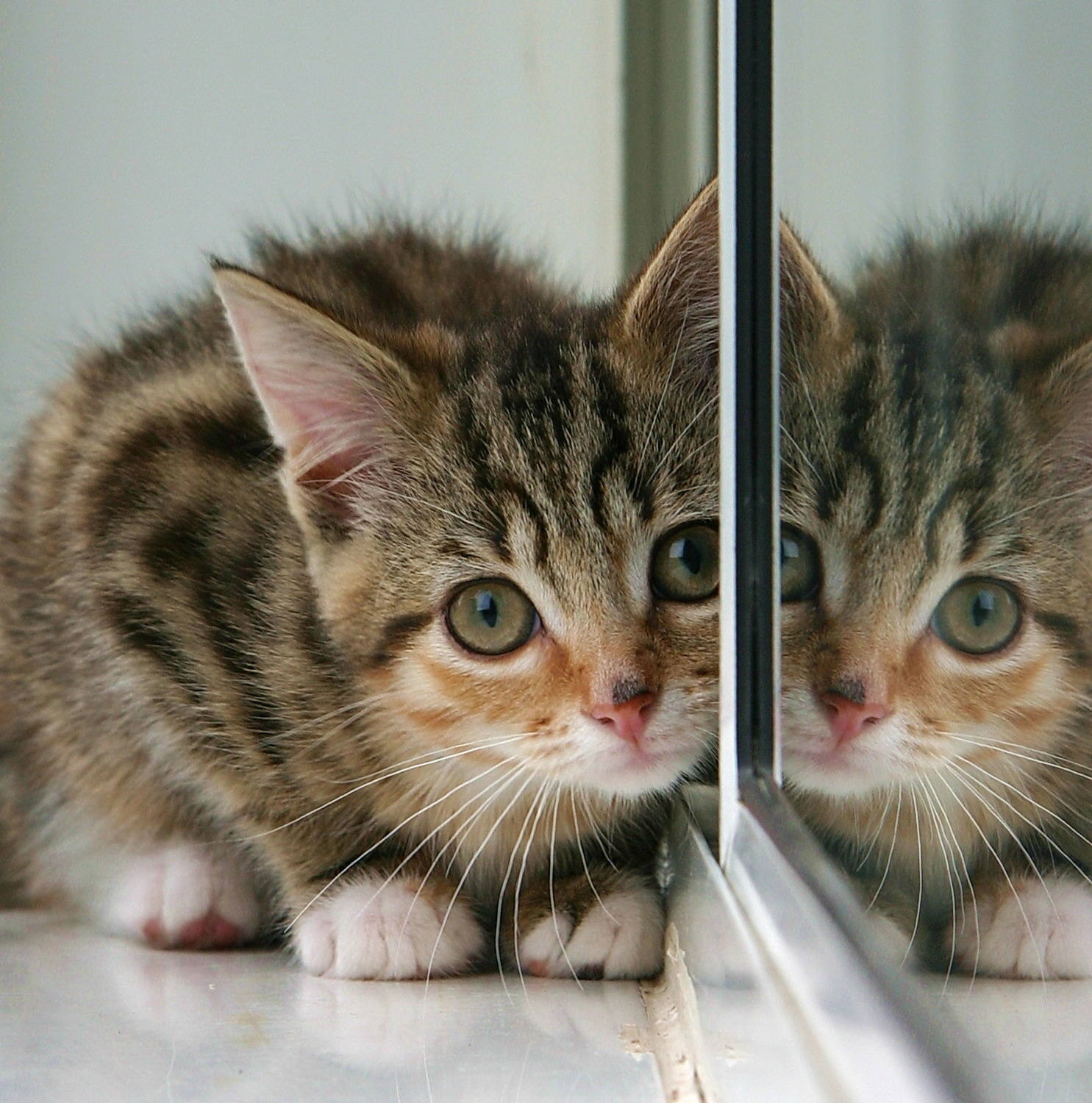
Een kitten vertoont kenmerken die als schattig ervaren kunnen worden.

Schattigheid is een subjectieve vorm van aantrekkelijkheid die vaak geassocieerd wordt met jonge mensen en dieren. Het concept van schattigheid werd in 1943 door Konrad Lorenz beschreven in de vorm van een schema van kenmerken die als schattig worden ervaren. Daaronder vallen onder andere een rond hoofd, grote ogen in verhouding tot het hoofd, een teruggetrokken kin en (bij dieren) een kleine snuit in verhouding tot het hoofd.
Lorentz zag schattige kenmerken in jonge dieren als een evolutionaire aanpassing die een verzorgingsrespons bij anderen veroorzaakt. Dit zorgt voor een grotere overlevingskans voor die jonge dieren.